# Retuerta del Bullaque (meteorito)
El meteorito de Retuerta del Bullaque es un meteorito de 100 kg de peso encontrado en el municipio de Retuerta del Bullaque (España) en 1980.
Es uno de los tres meteoritos metálicos más masivos encontrados en España, después del de Zaragoza y del de Colomera.

## Historia
El objeto fue descubierto por Faustino Asensio en 1980 en un terreno agrícola situado a 1,5 km aproximadamente de Retuerta del Bullaque (Ciudad Real, España), cerca del límite norte del Parque nacional de Cabañeros. Durante más de quince años el meteorito permaneció en el patio de la casa familiar y se utilizó para prensar jamones. El señor Asensio intuyó un origen extraterrestre del objeto cuando vio un informe en televisión sobre el avistamiento de un meteorito sobre España el 28 de febrero de 2011, por lo que se puso en contacto con investigadores del CSIC y del IGME para verificar su autenticidad.
De acuerdo con el contexto geológico del lugar de hallazgo —un antiguo abanico torrencial—, se piensa que la caída del meteorito se remonta a tiempos prehistóricos (Pleistoceno Medio o Superior). Un fragmento desgajado de la masa principal para su estudio científico se exhibe actualmente en el Museo Geominero en Madrid, junto con una réplica del original.

## Composición y clasificación
El meteorito tiene abundantes láminas de cohenita, bordeadas de forma irregular por schreibersita y envueltas en hileras de camacita. También hay láminas de taenita entre bandas de camacita.
Su análisis elemental muestra, además de hierro, un 7,527% de níquel y un 0,475% de cobalto. Otros elementos presentes son germanio (365 ppm), galio (68,9 ppm), arsénico (13,7 ppm). iridio (1,95 ppm) y oro (1,70 ppm).
Es una octaedrita gruesa moderadamente oxidada con regmaglifos, con algunos sectores recristalizados debido a la fricción con la atmósfera. Está catalogado como IAB complejo (MG), rico en cohenita, que ha experimentado una meteorización moderada.